# Somoskőújfalu
Somoskőújfalu (szlovákul: Šomošská Nová Ves vagy Šomošová) község Nógrád vármegyében a Salgótarjáni járásban. 1977 és  2006. október 1. között Salgótarján városrésze volt.

## Fekvése
Somoskőújfalu az Északi-középhegységben, azon belül is a Cserhát északkeleti vonulatában helyezkedik el. Salgótarjántól északra, a Karancs és a Medves közti völgyben fekszik. Északról Szlovákia illetve a szlovák Sátoros hegy határolja, délről pedig Salgótarján, Nógrád vármegye székhelye. A Karancs és a Medves hegységeket általában együtt említik, mintha egy hegységről lenne szó, pedig származástanilag a Karancs a 25 millió éves Cserháthoz, a Medves pedig a mindössze 1,5–2 millió éves ajnácskői bazaltvidékhez sorolható.
A Karancs hármas tagoltságával dómszerűen emelkedik fölé környezetének, erdő borította csúcsa gyakran párába, felhőbe burkolózik, ezért hívják olykor (Mikszáth Kálmán után) „Palóc Olimposz”-nak. A hegytetőn lévő Margit kápolnát IV. Béla a lánya, Szent Margit közbenjárására építtette, amely ma is búcsújáró- és zarándokhely. A 729 méter magasságban lévő kilátótoronyból gyönyörű kilátás nyílik a környező vidékre.
A Medves hegység bazalttakarója több vulkánból származik. Fő tömege a Somoskő és Rónabánya között elterülő 8 km²-es bazaltfennsík, az ún. „Medves lapos”, amely terület a szlovákiai részekkel együtt Európa legnagyobb bazaltfennsíkja. E bazaltterület két legszebb bazaltkúpján épült fel (két szomszédfalvunkban) Somoskő vára illetve Salgó vára a 13. században, amelyek egy egységes várrendszerhez tartoztak, s jól védték a környéket. A somoskői várhegy keleti-északkeleti oldalában különlegesen szép, európai ritkaságnak számító, 5-6 szögletű elválással keletkezett oszlopos bazalt látható. Somoskő várát a trianoni határvonal csehszlovák, ma szlovák területre helyezte át.
A település "Somos", azaz Somoskőújfalu a Karancs és a Medves közti szűk völgyben fekszik. Itt van a Tarján-patak és a Gács-patak (mai nevén Belina, ""Somos""-on Báberki) vízválasztója, a vizek két ellentétes irányba folynak. A patakok vizét számtalan forrás táplálja mindkét hegy oldaláról. (Petőfi, Losonczi Anna, Bodzfás, Gyopár, Elemér, Margit, Tarász, Tőke kút …). Ma ez a vidék a településsel együtt a Novohrad-Nógrád UNESCO Globális Geopark része.
A Karancs-Medves Tájvédelmi Körzet létrejötte a gazdag geológiai látványosság, a történelmi múlt emlékei mellett a gazdag élővilágot is hivatott megőrizni. A gyertyános – kocsánytalan tölgyesek, cseres – kocsánytalan tölgyesek, bükkösök, molyhos – cseres tölgyesek, mészkerülő tölgyesek, a telepített akácosok, kis fenyvesek számtalan védett növényt rejtenek, nyulak, vaddisznók, őzek, szarvasok, fácánok, foglyok és más madarak természetes életterét adják.
A környezet szépségében, természeti gazdagságában részesülni vágyó utazókat, turistákat, kirándulócsoportokat egész évben szálló- és vendégváró helyek várják.

## Megközelítése
A településen halad át a Hatvan–Salgótarján-Fülek vasútvonal és a 21-es főút.  Vasút és közúti határátkelőhely Szlovákia felé. De közút vezet innen Salgóbányára is, amely a 23 102-es számot viseli, Somoskő pedig a 23 103-as úton érhető el.

## Története

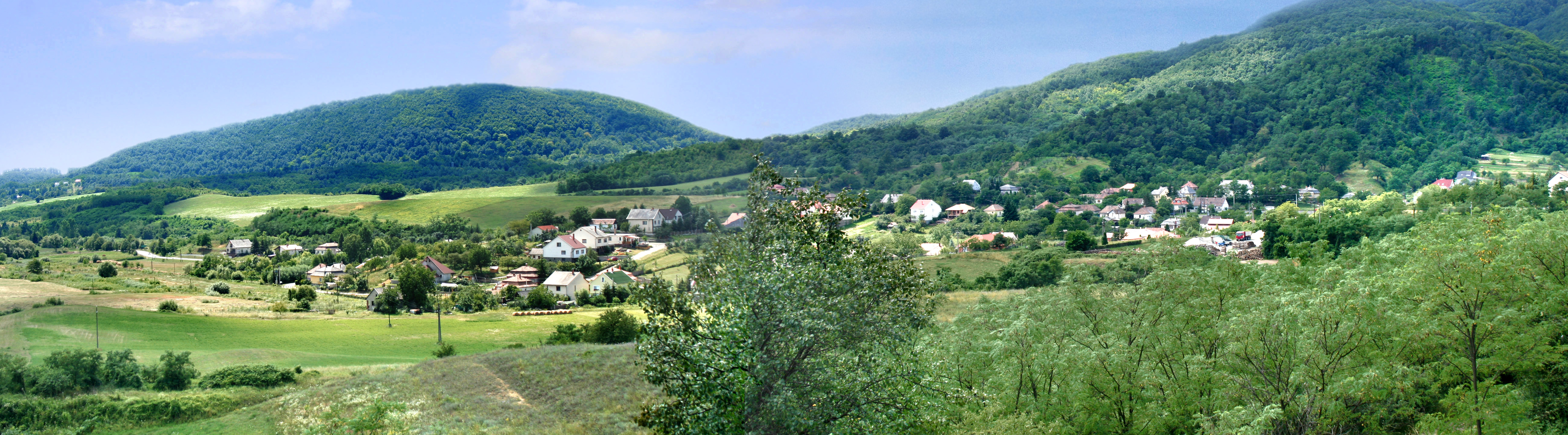
Somoskőújfalu látképe kelet felől

A helység 1455-ben bukkan először elő az írásos forrásokban. Ekkor Somoskő várának tartozéka „Ujfalu” néven jelenik meg, és Szécsényi László birtokához tartozik. 1461-ben a Losonczy- és az Országh-családok nyerték adományul, 1548-ban már viszont csak a Losonczy-család a falu földesura. Ekkor már „Somos újfalu” (Somosújfalu) a neve. (1481-től említik így a birtoklevelek.) A török hódoltság idején, az 1562-63. évi defterekben a települést a szécsényi szandzsák községei között találjuk, 10 adóköteles házzal. 1598-ban új földesúr, Forgách Zsigmond birtokába kerül a falu. Mindeközben egyre gyarapodik, lakosainak száma is nő: 1715-ben 10, öt évvel később már 16 magyar háztartást írtak össze. A település a 18., majd a 19. század során is gyakran cserél gazdát. A 18. század elején a Rádayak, majd a század közepén báró Péterffy János birtokába kerül. Házasság révén a 19. század elején már a Stahremberg-családé az egyik része, míg a másik a Radvánszky (vagy Radványszki) család tulajdona. Az 1833-ban pusztító tűzvészben 64 ház leégett, ekkor a plébánia is megsemmisült. A templom a 18. század közepén épült, és 1898-ban állították helyre.
1905-ben Krepuska Géza egyetemi tanár vette meg a 2170 holdnyi birtokot. A Radvánszky- család kúriája a másik birtokos, Sztojkovics Emilné tulajdona lett. Ez idő tájt a falu határában egyre többen kaptak szénkutatási engedélyt. 1884-ben már arról írt Pesty Frigyes helységnévtárában, hogy a „nyesés láp” („nyesés”) területén kőszénbánya és kavicsbánya található. 1906-ban vette fel a Somoskőújfalu nevet. A bányászat egyre nagyobb szerephez jutott a falu és környéke életében. Az 1920. június 4-én aláírt trianoni békeszerződés Somoskőújfalut (Somošova néven) valamint Somoskő várát és a községet Csehszlovákiának ítélte. Dr. Krepuska Géza orvosprofesszornak és Liptay B. Jenőnek, a Rimamurányi Vasmű Rt. akkori igazgatójának határkiigazítási kérelmére és dr. Auer Pál jogi szakértőként való közbenjárására, több éves tárgyalássorozat eredményeként a Népszövetségi Tanács 24. Ülésszaka visszacsatolta Magyarországhoz Somoskőújfalu és Somoskő községeket és a környékbeli bányákat. A tárgyalások során a magyar fél felsorakoztatta a Somoskőújfalu és Somoskő községekre, valamint a Krepuska-féle bazaltbányára vonatkozó követeléseit, mondván, hogy a badacsonyi bazalt a főváros kövezésére nem alkalmas, s erre csupán a somoskői bányában kitermelt kő használható fel. Továbbá a Rimamurány-Salgótarjáni Vasmű Rt. amellett érvelt, hogy erdőbirtokainak, bányáinak, és részben munkaerőpiacának egyben tartása elemi fontosságú. Somoskőújfaluba január 30-án magyar és cseh bizottság szállt ki, hogy az átadás és az átvevés előtt tisztázzák a bazaltbányák hovatartozásának a kérdését. A hivatalos átadásra 1924. február 15-én került sor a helyszínen. Délután 4 óra 30 perckor írták alá a jegyzőkönyvet.
Somoskőújfalut 1977-ben Salgótarjánhoz csatolták. Egy 2004. szeptember 4-én tartott helyi népszavazáson 62%-os részvétel mellett a választók 80% az elválás mellett döntött, s ennek nyomán a köztársasági elnök 2005-ben hozott határozata alapján 2006. október 1-jétől ismét önálló község.
1999-ben a Somosi Kultúráért Egyesület és a Somoskői Váralja Egyesület közösen indítványozta, hogy 1924. február 15-ét a „hazatérés napjává” nyilvánítsák. Ez sikerült is, és ezt a napot minden évben közösen megünnepelik. Az esemény emlékére 2005-ben a faluközpontban fölavatták a Hazatérés kútját. 2017-ben az Országgyűlés a Hazatért falu (Pagi ad Patriam reversi) címet adományozta a településnek.

## Közélete

### Polgármesterei
- 2006–2010: Lichner András (független)[3]
- 2010–2011: Lichner András Gyula (független)[4]
- 2011–2014: Dr. Tóth László (független)[5][6]
- 2014–2019: Dr. Tóth László (független)[7]
- 2019–2022: Dr. Tóth László (független)[8]
- 2022–2024: Tábori Anita (független)[9]
- 2024– : Tábori Anita (független)[1]

A településen 2011. június 26-án időközi polgármester-választást (és képviselő-testületi választást) tartottak, az előző képviselő-testület önfeloszlatása miatt. A hivatkozott forrásból, annak olvashatatlansága miatt nem lehet biztosan megállapítani, hogy a hivatalban lévő polgármester indult-e a választáson.
2022. július 17-én ugyancsak időközi polgármester-választást (és képviselő-testületi választást) kellett tartani Somoskőújfalun, ezúttal is azért, mert a korábbi képviselő-testület – 2021 július elején – feloszlatta magát. A két dátum közti szokatlanul hosszú időtartamot a koronavírus-járvány miatt elrendelt korlátozások indokolták, mivel a járványhelyzet fennállása alatt Magyarországon nem lehetett választásokat tartani.

## Népesség
A település népességének változása:
| Lakosok száma | 2280 | 2235 | 2227 | 2105 | 2055 | 2043 | 2015 |
|               | 2013 | 2014 | 2015 | 2021 | 2022 | 2023 | 2024 |

A 2011-es népszámlálás során a lakosok 90,4%-a magyarnak, 1,7% cigánynak, 0,4% németnek, 0,6% szlováknak mondta magát (9,6% nem nyilatkozott; a kettős identitások miatt a végösszeg nagyobb lehet 100%-nál). A vallási megoszlás a következő volt: római katolikus 45,9%, református 2,3%, evangélikus 0,7%, görög katolikus 0,2%, felekezeten kívüli 24,9% (25% nem nyilatkozott).
2022-ben a lakosság 90,4%-a vallotta magát magyarnak, 3% cigánynak, 0,7% németnek, 0,5% szlováknak, 0,1-0,1% bolgárnak és lengyelnek, 3,1% egyéb, nem hazai nemzetiségűnek (9,5% nem nyilatkozott; a kettős identitások miatt a végösszeg nagyobb lehet 100%-nál). Vallásuk szerint 33,7% volt római katolikus, 3% református, 0,7% evangélikus, 0,1% görög katolikus, 2,2% egyéb keresztény, 0,7% egyéb katolikus, 22,9% felekezeten kívüli (36,3% nem válaszolt).